# Lunzjata Fountain
Die Lunzjata Fountain (maltesisch Għajn il-Kbir) ist ein Steinbrunnen im Lunzjata Valley bei Kerċem auf der zu Malta gehörenden Insel Gozo.
Der Brunnen wurde 1698 von Ercole Martino Testaferrata erbaut, der vom Großmeister des Malteserordens Ramon Perellos y Roccaful damit beauftragt worden war, eine an dieser Stelle entspringende natürliche Quelle zu fassen. Der Brunnen diente jahrhundertelang den Gozitanern dazu, in diesem Teil des Tales Trinkwasser zu schöpfen. Im Jahr 2007 wurde der Steinbrunnen von Dín l-Art Ħelwa restauriert.
Der Stein zeigt eine lateinische Inschrift und zwei Wappenschilde. Oben befindet sich das Wappen von Ercole Testaferrata, darunter das des Großmeisters Perellos.